# 甘州府

甘州府在甘肃省的位置（1820年）

甘州府，本是漢朝時期的張掖郡，到了隋唐時改制為甘州，又到了明朝時則隸屬於陝西行都指揮使司管轄的「甘州諸衛」，所以在明朝當時，「甘州諸衛」是屬於军政区划。

到了清朝初年，新設立甘肅省，而在雍正二年時，成立甘肅省甘州府，管轄了張掖、山丹、高臺等三個縣。到了雍正七年，因為甘肅省在甘州府西北鄰近地區另設「肅州直隸州」。按清朝制度，直隸州須管縣份，所以又割甘州府之高臺縣給「肅州直隸州」管轄，所以此後甘州府只剩張掖縣、山丹縣。但到了乾隆年間，甘州府又另外增置撫彝廳(編制上屬散廳，今甘肅省張掖市臨澤縣)。所以清朝乾隆以後的甘肅省甘州府，共管了兩縣一廳。
根據《清史稿》相關記載：甘州府，編制是「衝，繁，疲」，同時也是甘肅省甘涼道的治所。
到了民國時期，全國普遍「廢府改縣」，甘州府於是被改為張掖縣。今日，則成為甘肅省張掖市。